# Ала уд-Даула-мирза
Рукн-уд-Дин Ала уд-Даула Мирза, также известен как Ала уд-Даула и Ала ад-Даула (1417 — 6 декабря 1460) — принц из династии Тимуридов, правитель Герата (1447—1448, 1450, 1458). Сын Байсонкур-мирзы (1397—1433), внук Шахруха и правнук среднеазиатского завоевателя Тамерлана.

## Ранняя жизнь и карьера
Ала уд-Даула родился в Герате в июне-июле 1417 года. Старший сын Байсонкур-мирзы и внук правителя Хорасана Шахруха. Его матерью была Джан Малик Агха, была дочерью тимуридского командира Амира Чулпана Каучина, которая прежде была замужем за братом Байсонкура Искандар-мирзой. В отличие от своих младших братьев, Ала уд-Даула воспитывался при султанском дворе Гаухаршад бегим вместе со своим двоюродным братом Абдал-Латифом Мирзой. Вероятно, что Гаухаршад и Шахрух ухаживали за мальчиками, первенцами своих двух старших сыновей, как за потенциальными наследниками престола. Ала уд-Даула быстро стал любимцем своей бабушки.
После смерти Байсонкура в 1433 году Ала уд-Даула, которому тогда было шестнадцать лет, унаследовал от своего отца должность амира в Диване, а также должность губернатора Мазандарана, стратегически важного района в обороне империи Тимуридов от узбекских племен. Однако внимание принца, как представляется, было больше сосредоточено на делах султанского двора, а не на его официальном назначении. В 1434 году следующем году Ала уд-Даула-мирза принял участие в третьем походе своего деда Шахруха в Азербайджан против государства Кара-Коюнлу. Когда Шахрух заболел в 1444 году, Гаухаршад бегим, предвидя его смерть, убедила влиятельного эмира Фирузшах поддержать Ала уд-Даулу в качестве преемника на султанский трон, чем вызвала недовольство остальных принцев. Когда Шахрух выздоровел и узнал об этом, он упрекнул Фирузшаха, который не смог вынести позора и впоследствии умер от болезни.

## Война за престолонаследие
В марте 1447 года Шахрух скончался в Рее вскоре после подавления восстания другого внука, принца Султана Мухаммада. Его вдова Гаухаршад бегим быстро отправила послание Ала уд-Дауле, оставленному в качестве заместителя Шахруха в Герате, сообщив ему о смерти деда. Однако, когда она и Абдал-Латиф сопровождали тело Шахруха обратно в Герат для погребения, последний отвернулся от своей бабки, захватив её и труп Шахруха в заложники. Его причины для этого неясны, поскольку вполне возможно, что он пытался опередить Ала-уд-Даулу и выдвинуть свои собственные претензии на трон. С другой стороны, это могло быть частью заранее подготовленного плана поддержки претензий его отца Улугбека, который к этому моменту был последним оставшимся в живых сыном Шахруха. Узнав о случившемся, Ала уд-Даула в Герате объявил себя султаном и распределил между войсками казну своего деда. Затем воины принца напали на его двоюродного брата Абдал-Латифа, освободили Гаухаршад бегим и спасли тело его деда Шахруха, которое он похоронил в Мавзолее Гаухаршад в Герате.
В течение следующих нескольких месяцев различные регионы империи Тимуридов были разделены потомками Шахруха. За это время Ала уд-Даула оказался в завидном положении, удерживая богатый регион Хорасан, в который входила бывшая столица его деда Герат. Кроме того, он пользовался лояльностью большинства дворян Шахруха, а также пользовался благосклонностью влиятельной вдовствующей султанши Гаухаршад бегим.
Вскоре Улугбек, правивший в Самарканде, взял в плен своего племянника Абу-Бакра, сына Мухаммада Джуки, и разместил свои войска в Балхе, который ранее был владением последнего. Когда Улугбек услышал, что Ала-уд-Даула собрал армию, чтобы блокировать его, его эмиры посоветовали ему заключить мир со своим племянником. Ала уд-Даула узнал, что его брат Абу-л-Касим Бабур совершает набеги на окрестности Герата, согласился на это предложение, позволив Улугбеку сохранить большую часть бывших территорий Абу-Бакра. Когда Ала уд-Даула выступил в поход на Мешхед, чтобы противостоять силам своего брата, эмиры обоих принцев убеждали их заключить союз, сообщив им, что их дядя Улугбек стремится к полному завоеванию владений своих родственников. Они согласились на установление границы в Хабушане и вернулись в свои столицы.
Зимой того же года Ала уд-Даула поссорился со своим двоюродным братом Абдал-Латифом (сыном Улугбека), который служил в Балхе наместником своего отца. Ала уд-Даула выступил в поход против своего двоюродного брата и разорил его владения. Улугбек использовал это как предлог для нападения и вместе с Абдал-Латифом предпринял поход против своего племянника весной 1448 года. Обе армии встретились в Тарнабе, где Ала-уд-Даула-мирза потерпел поражение и вынужден был отступить к Абу-л-Касим Бабуру в Астарабад. Мешхед был занят войсками Улугбека, а Абдал-Латиф захватил Герат.. После поражения Ала уд-Даула потерял поддержку своих приверженцев и никогда не восстановил свое прежнее превосходство. Даже его бабка Гаухаршад бегим, по-видимому, усомнилась в нем, найдя убежище у его брата Султана Мухаммада в Исфахане, приведя с собой многих своих родственников, дворян и большое количество войск.

## Конфликт с братьями
К февралю 1449 года Абу-л-Касим Бабур получил контроль над Гератом, нанеся поражение Улугбеку. Хотя Ала уд-Даула находился с ним в союзе, Абу-л-Касим Бабур теперь, несомненно, был более заметным из них двоих. Несмотря на это, Ала уд-Даула все еще оставался угрозой из-за его популярности среди населения Хорасана, а также того, что он продолжал пользоваться благосклонностью их бабки. Поэтому Абу-л-Касим Бабур заключил его в тюрьму вместе со своим сыном Ибрагимом.
Вскоре Ала уд-Даула вскоре бежал, прибыл вначале в Гур, а затем в Систан. Когда его брат продолжил преследовать его, он отступил в Йезд, который тогда удерживал его брат, Султан Мухаммад-мирза. Ала уд-Даула вместе с Гаухаршад призвал Султана Мухаммада выступить на Герат, что привело к разгрому сил Абу-л-Касима Бабура и взятию города. Как и его брат, Султан Мухаммад был обеспокоен продолжающейся поддержкой Ала уд-Даулы в регионе и отослал его в Кабул исполнять обязанности губернатора. Однако к 1451 году Ала уд-Даула получил поддержку племени Арлат и попытался еще раз захватить престол. В то время как Султан Мухаммад отсутствовал, сражаясь с их братом, Ала уд-Даула взял под свой контроль Герат с помощью населения города. Султан Мухаммад, столкнувшийся с мятежом своей знати, был не в состоянии противостоять этому, вместо этого он был вынужден выделить ресурсы для восстановления своего контроля над своими центральными территориями. Однако Абу-л-Касим Бабур воспользовался этой возможностью, чтобы попытаться вернуть себе Герат. При его приближении Ала-уд-Даула отступил в Балх, хотя даже в его отсутствие потребовалась длительная осада со стороны Абул-Касим Бабура, чтобы добиться сдачи города.
В июне того же года Ала уд-Даула попытался захватить Самарканд у Абдаллы Мирзы, который захватил город после смерти Улугбека и Абдал-Латифа. Ала-уд-Даула захватил города Шапуркан, Балх и Хисар, откуда он планировал начать свое вторжение. Абдалла выступил из Шахрисабза навстречу ему, хотя обе армии разошлись без боя, и каждый правитель вернулся в свои города. Затем Ала уд-Даула предпринял еще одну попытку захватить Герат, на этот раз находясь в союзе с Кара-Коюнлу, которая также потерпела неудачу. Это привело к тому, что он был ослеплен Абуль-Касим Бабуром.

## Последние годы и смерть
В последующие годы Абдалла Мирза был казнен Абу-Сеидом Мирзой, внуком старшего брата Шахруха Миран-шаха, а Султан Мухаммад был убит Абу-л-Касимом Бабуром, который сам скончался в 1457 году. Преемник последнего, его одиннадцатилетний сын Махмуд, был изгнан из Герата сыном Ала уд-Даулы Ибрагимом после правления, длившего несколько недель. Однако сам Ибрагим бежал при приближении Абу-Сеида в июле того же года, но последний потерпел неудачу при осаде города. Эти конфликты привлекли внимание Джаханшаха, правителя Кара-Коюнлу, который разгромил Ибрагима-мирзу в битве под Астарабадом, вынудил его отступить в Герат, где к нему вскоре присоединились Ала-уд-Даула и его войска. Однако ни тот, ни другой не имели сил сопротивляться Джаханшаху и были вынуждены покинуть город, который был захвачен в июне 1458 года.
Следующей весной оба принца заключили союз с Султаном Санджаром, внуком старшего брата Шахруха Умара-Шейха-мирзы, против Абу-Сеида. Эти две силы встретились в битве при Серахсе, где Абу-Сеид одержал победу. В то время как Султан Санджар был схвачен и казнен, Ала уд-Даула и его сын бежали, хотя Ибрагим-мирза умер всего через несколько месяцев. Сам Ала уд-Даула скончался в 1460 году, находясь в изгнании в каспийской провинции Ростамдар. Он был похоронен в Мавзолее Гаухаршад в Герате.

## Семья

### Жены
- Зейнаб, дочь Ядигара Шаха Арлата
- Мурад Султан Агха, дочь Барата Ходжи Бахши

### Дети
- Байсонкур Мирза (1435—1456) (от Зейнаб)
- Ибрагим Мирза (1440—1459) (от Мурад Султан Агхи)
- Рукайя Султан Бегум, муж — Абу-Сеид Мирза
- Шахзаде